# 카쯔야 (음식점)

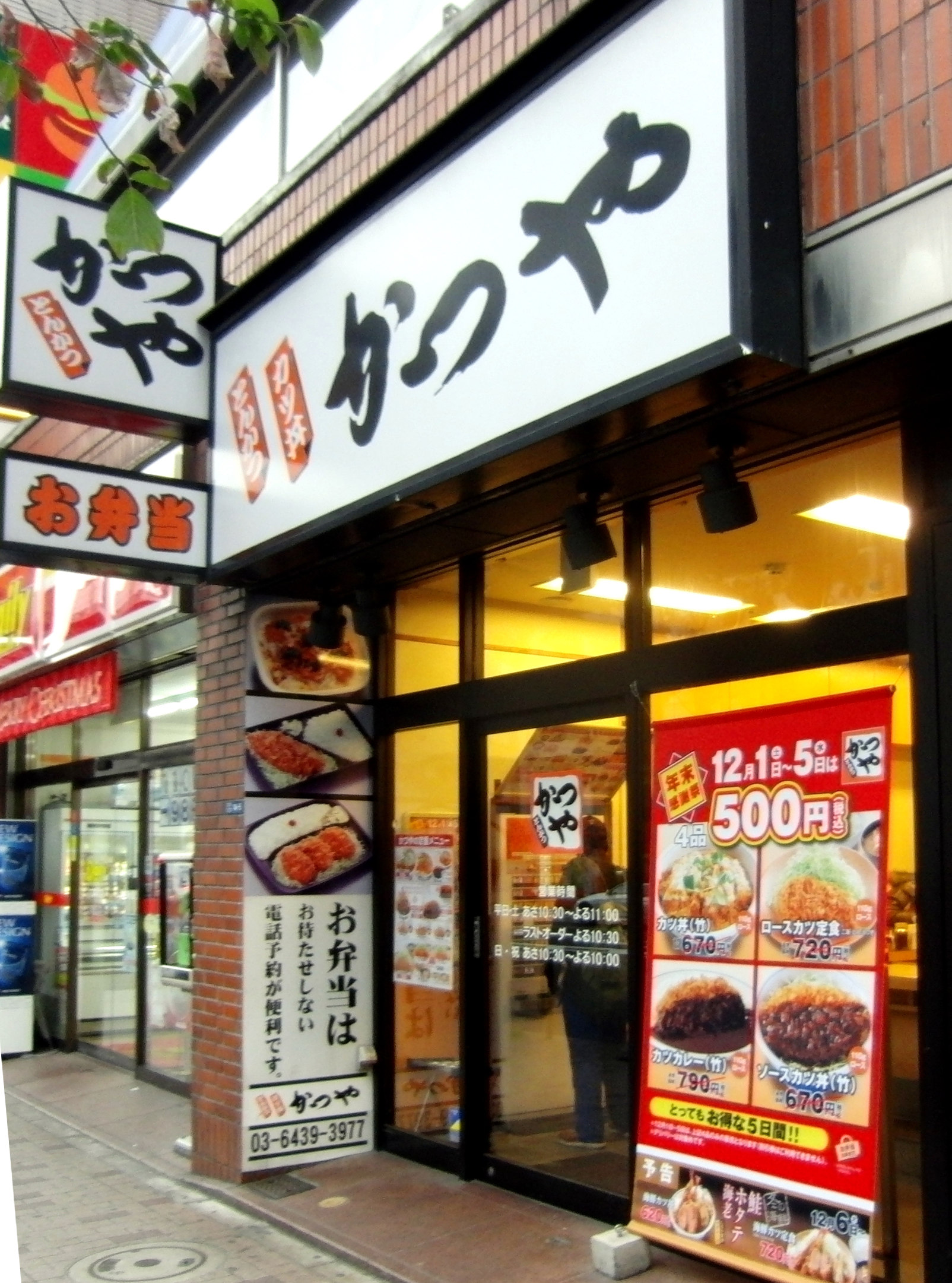
도쿄 롯폰기에 있는 카쯔야

카쯔야(일본어: かつや 가쓰야[*])는 일본의 돈카쓰 전문 체인점이다. 1998년에 가나가와현 사가미하라시에서 처음 개업하였으며, 2019년 기준으로 일본 내에서 400여개의 매장을 운영하고 있다. 대한민국에는 2014년에 종로에서 처음 진출하였다.